# Nagroda Krytyków Filmfare dla Najlepszego Filmu
Nagroda Krytyków Filmfare za Najlepszy Film (ang. Filmfare Critics Award for Best Movie) – nagroda przyznawana w ramach Nagrody Filmfare, która jest najstarszą i najbardziej cenioną w Indiach nagrodą przyznawaną indyjskim filmom.
Nagrody zaczęto przyznawać rokrocznie w 1953 roku. Początkowo o wyborze decydowała popularność filmu. Aby docenić także filmy niekomercyjne wprowadzono kategorię Nagroda Krytyków Filmfare dla Najlepszego Filmu.
Nagrodzeni:
| Rok  | Film                       | Reżyser                       |
| ---- | -------------------------- | ----------------------------- |
| 2008 | Naprzód, Indie!            | Shimit Amin                   |
| 2007 | Lage Raho Munna Bhai       | Rajkumar Hirani               |
| 2006 | Black                      | Sanjay Leela Bhansali         |
| 2005 | Dev i Młodość              | Govind Nihalani i Mani Ratnam |
| 2004 | Doktor Munnabhai           | Rajkumar Hirani               |
| 2003 | The Legend of Bhagat Singh | Rajkumar Santoshi             |
| 2002 | Rób swoje!                 | Farhan Akhtar                 |
| 2001 | Halo                       | Santosh Sivan                 |
| 2000 | Poświęcenie                | John Matthew Matthan          |
| 1999 | Satya                      | Ram Gopal Varma               |
| 1998 | Virasat                    | Priyadarshan                  |
| 1997 | Khamoshi                   | Sanjay Leela Bhansali         |
| 1996 | Bombaj                     | Mani Ratnam                   |
| 1995 | Królowa bandytów           | Shekhar Kapur                 |
| 1994 | Czasem tak, czasem nie     | Kundan Shah                   |